# Limasol Arena
De Limasol Arena, of het Alphamegastadion om sponsorredenen, is een stadion in Kolossi, 5 kilometer ten westen van Limasol (Cyprus). Vaste bespelers van het stadion zijn de voetbalclubs Apollon, AEL en Aris Limasol. In het stadion is plaats voor 10.300 toeschouwers.

## Geschiedenis
In 2011 werden de eerste plannen gepresenteerd voor de bouw van een nieuw stadion in of nabij Limasol, omdat het Tsirionstadion in verval raakte. Voetbalclubs AEL en Aris Limasol zouden dit stadion samen betrekken. Apollon was van plan een eigen stadion te bouwen, maar na een economische crisis in 2013 sloot Apollon zich aan bij de andere twee. Hierop werd besloten het aanvankelijke plan iets te wijzigen om een derde club te faciliteren en werd begonnen de financiering rond te krijgen. In 2017 werden de hernieuwde plannen gepresenteerd. In januari 2019 werd met de bouw begonnen en deze kwam in november 2022, een jaar na de geplande datum, gereed. In maart 2022 werd bekend dat supermarktketen Alphamega de naamrechten van het stadion had gekocht.

## Interlands
| 1 | 16 november 2023 | Cyprus – Spanje   | 1 – 3 | EK 2024 kwalificatie | 9.667 |
| 2 | 19 november 2023 | Cyprus – Litouwen | 1 – 0 | Vriendschappelijk    | 1.169 |